# Kowalscy herbu Wieruszowa

Wieruszowa Herb Wieruszów-Kowalskich

Kowalscy herbu Wieruszowa, Wierusz-Kowalscy – polska rodzina szlachecka pochodząca z Ziemi Wieluńskiej.

## Historia rodu
Pierwszym znanym Wieruszem był Lutold Wierusz wspominany na początku XIV w. Kolebką rodu był Wieruszów, który należał do przodków Lutolda już w XIII wieku, a prawdopodobniej również wcześniej. W tym czasie (XIII, XIV w.) Wieruszowie byli najpotężniejszym rodem Ziemi Wieluńskiej. Prócz Wieruszowa należało do nich 20 okolicznych wsi. Sprawowali również najważniejsze urzędy w regionie. Fundatorzy wielu parafii i klasztorów (np. Klasztor Ojców Paulinów w Wieruszowie, Klasztor Franciszkanów w Wieluniu). Klemens Wierusz (zm. 1420), najstarszy syn Bernarda, starosty wieluńskiego, odziedziczył największą i najbardziej prestiżową część rodowego majątku (Wieruszów, Kowale, Praszkę). Jego potomkowie za główna siedzibę obrali Kowale, i z tego powodu zaczęli posługiwać się nazwiskiem Kowalski (Wierusz-Kowalski). Młodsi bracia Klemensa dali początek młodszym liniom rodu (m.in. Niemojowskim, Bielskim, Walichnowskim, Walkonowskim).
Podstawą świetności Kowalskich, prócz wcześnie utraconego Wieruszowa, był kompleks terytorialny na Ziemi Wieluńskiej, w górnym biegu Prosny, przylegający do granicy ze Śląskiem, obejmujący cztery parafie (Praszka, Kowale, Strojec, Żytniów) z miastem Praszka oraz wsiami: Kowale, Gana, Strojec, Żytniów, Cieciułów.
Z biegiem czasu ród mocno się rozrodził, tworząc linie na Kowalach, Ganie, Praszce, Żytniewie i Cieciułowie. Z powodów późniejszych działów, kolejne linie uległy dalszej pauperyzacji. Inne utrzymały się w warstwie średniej szlachty dzięki majątkom pozyskanym poza Ziemią Wieluńską (Ziemia Sieradzka, Podlasie, Wielkopolska, Podole, Brandenburgia). Pierwotne siedziby Kowalskich (Praszka, Kowale, Strojec, Żytniów) weszły stopniowo w posiadanie innych rodów.
W XIX wieku do najbardziej znanych należały gałąź podlaska (m.in. Pratulin), sieradzka (m.in. Kozuby Nowe), wielkopolska (m.in. Gryżyna) i zgermanizowana pomorsko-brandenburska. Przedstawiciele tej ostatniej uzyskali w 1811 r. potwierdzenie szlachectwa od króla pruskiego z nazwiskiem von Schmidt-Wierusz-Kowalski, dziedzicząc na Berkenowie (niem. Berkenow), Ząbrowie (niem. Semerow), Szczytnikach (niem. Bothenhagen) i Skalinie (niem. Schellin). W połowie XIX w. weszli także w posiadanie majątku Mościska w Wielkim Księstwie Poznańskim (1854 r.), a w 1893 r. utworzyli z niego rodzinny fideikomis (ordynację).
Z młodszych linii Wieruszów najbardziej znanym rodem byli Niemojowscy.

## Wierusz-Kowalscy różnych linii
- Alfred Wierusz-Kowalski, malarz (1849–1915)
- Bronisława Wierusz-Kowalska, polska pisarka i tłumaczka literatury francuskiej (zm. 1920)
- Czesław Kowalski-Wierusz, malarz (1882–1984)
- Jan Wierusz-Kowalski, benedyktyn, religioznawca (1912–2000)
- Janina Wierusz-Kowalska, malarka, pedagog
- Janusz Kowalski, harcmistrz (1905–1963)
- Joanna Wierusz-Kowalska, malarka (1930–2005)
- Józef Wierusz-Kowalski, fizyk, dyplomata (1866–1927)
- Kazimierz Kowalski, śpiewak operowy (ur. 1951)
- Michał Wierusz-Kowalski, medioznawca, publicysta, zawodnik jeździecki (1975–2016)
- Tadeusz Kowalski, agronom (1841–1904)